# Хімселище (Черкаси)
.

Зелений колір - загальновизнані межі мікрорайону;
Сірий колір - інші мікрорайони, які зазвичай включають до складу Хімселища

Хімселище (інколи Хімпас) — мікрорайон та історична місцевість міста Черкаси. Житлова забудова сформована довкола двох головних транспортних артерій - Проспекту Хіміків та Вулиці В'ячеслава Чорновола.
- Населення близько 20 тис. чол.
- Локальні мережі: 4 (McLaut, BigNet, DimNET, MegaStyle)
- Провайдери інтернету: 3 (УкрТелеком, MegaStyle, McLaut)

## Школи
В районі розміщено 5 шкіл:
- школа № 10
- школа № 24 — загальноосвітня школа;
- школа № 18 — ліцей
- школа № 20 — Школа Гуманітарно-естетичного профілю
- школа № 2 — школа середньої і вищої освіти